# Schellackpolitur

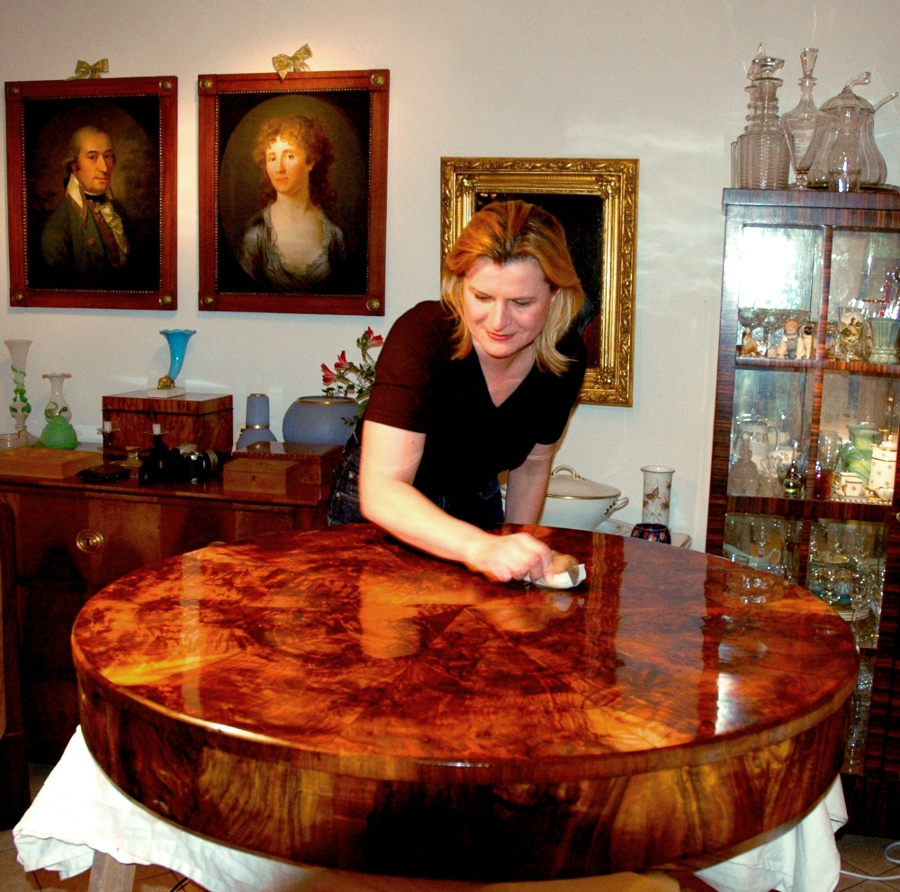
Poliererin bei der Schellackpolitur

Schellackpolitur ist die Oberflächenbehandlung von Holzoberflächen mit in Ethanol gelöstem Schellack. Dabei wird auf dem Holz durch wiederholtes Auftragen und Polieren (österreichisch Politieren) der Schellacklösung eine spiegelglatte und hochglänzende Oberflächenbeschichtung erzeugt.

## Geschichte
Die Geschichte der Schellackpolitur in der Möbelherstellung beginnt etwa zu Anfang des 19. Jahrhunderts in Frankreich. Sie wurde schnell als die bevorzugte Oberflächenbehandlung feiner Möbelstücke akzeptiert und verbreitete sich umgehend über Großbritannien und den Rest Europas. Sie löste die bis dahin verwendete Wachspolitur bei einfachen Möbeln und aufwendige Lackpolierverfahren an höfischen Möbeln ab. Mit Entwicklung des Nitrolacks in den Zwanziger Jahren des 20. Jahrhunderts ging die Bedeutung der Schellackpolitur in der Möbelherstellung schnell zurück. Heute trifft man sie hauptsächlich noch bei der Restaurierung von antiken Möbeln und Musikinstrumenten an. Die Hersteller einiger teurer Saiteninstrumente bevorzugen heutzutage immer noch Schellackpolituren gegenüber synthetischen Lacken.

## Technik
Die Versiegelung von Möbeloberflächen mit einer hochglänzenden Schellackpolitur ist nicht nur ein zeitaufwendiger Vorgang, sondern bedarf ebenso eines erfahrenen Polierers. Noch in der ersten Hälfte des 20. Jahrhunderts war der Beruf des Polierers ein Ausbildungsberuf mit mehrjähriger Lehrzeit. Bei der Schellackpolitur handelt es sich um eine Oberflächenbehandlung, die kompliziert ist und aus drei unterschiedlichen Arbeitsschritten besteht: dem Porenfüllen, Schichtaufbau und Auspolieren.
Zum Porenfüllen wird eine Mischung aus gleichen Teilen Schellack, Ethanol und feinstem Steinmehl hergestellt. Meist wird Bimsmehl eingesetzt, bei roten Hölzern wie Mahagoni kann auch feines Ziegelmehl verwendet werden. 
Die Paste wird mit einem kräftigen Borstenpinsel oder auch einem groben Leinenballen auf das Holz aufgetragen, in die Poren eingearbeitet und anschließend mit einem Gummispachtel und einem in Ethanol getränkten Tuch wieder abgenommen. Dieser Vorgang muss bei grobporigem Holz wiederholt werden, bis alle Poren weitgehend geschlossen sind. Jedoch wird diese Methode nur dann angewendet, wenn es sich um eine erste Bearbeitung von Holz handelt. Bei einer Restaurierung wird das feine Steinmehl in minimalen Mengen mit dem Polierballen unter kräftigem Druck eingearbeitet. Erst wenn die Holzporen und damit die Oberfläche perfekt geschlossen sind, beginnt sie zu glänzen. Ein seitlicher Blick, wobei schräg einfallendes Licht die Ebenheit der Oberfläche zeigt, dient als Kontrolle.
Nach reichlicher Trocknung beginnt der Schichtaufbau durch wiederholtes, gleichmäßiges Polieren der Oberflächen mit einem Polierballen, der mit gelöstem Schellack und einer winzigen Menge Polieröl, das meist Paraffinöl ist und der Gleitfähigkeit dient, befeuchtet wird. Es wird darauf geachtet, dass eine gleichmäßige Aufbringung der Politur stattfindet. Da der Schellack durch die Verdünnung mit Ethanol eine stark lösende Eigenschaft hat, ist dieser Vorgang sehr vorsichtig vorzunehmen. Ein Überfahren bereits polierter Flächen muss mit sehr viel Fingerspitzengefühl erfolgen, da an einer zu oft überfahrenen Stelle ebenso bereits zuvor aufgetragene und getrocknete Politurschichten sich wieder lösen können. Bei solchen Stellen spricht man von durchgebrannter Politur, die nur aufwendig wieder komplett neu aufgebaut werden kann. Nach jedem Durchgang mit einem Schichtauftrag wird der gesamten Fläche Zeit zum Durchtrocknen gegeben, am besten über Nacht. Schellack wird erst mit den Jahren ganz hart und bedarf bei der Verarbeitung zwischen den einzelnen Schritten einer langen Trocknungszeit. 
Ein Poliervorgang besteht aus zentrischen kreisenden Bewegungen oder 8-förmigen Schleifenbewegungen über die gesamte zu polierende Fläche, wobei die Flächen nicht zu oft mit dem Polierballen überfahren werden sollten, da sonst die sogenannten Verbrennungen mit Abtragen der Politur eintreten können. Auch ein nur Zehntelsekunden auf der Stelle stehenbleibender oder auch klebender Polierballen kann alle bisherige Arbeit sofort zunichtemachen. Die Zugabe kleinster Mengen Polieröl, weniger als ein Tropfen auf einen Ballen, kann solches Durchbrennen vermeiden helfen. Dieser Schichtaufbau wird fortgesetzt, bis eine perfekt glatte Oberfläche erreicht ist. Lange Trocknungszeiten mit immer wieder einfallender Politur durch Trocknung und Schrumpfung der Porenfüllung bei grobporigen Hölzern und dem erneuten Auftrag der Politur zur Erzielung einer spiegelglatten Oberfläche können eine Schellackpolitur zeitaufwendig machen.
Der letzte Arbeitsgang nach einer guten Trocknung der Oberfläche ist die besonders wichtige Entfernung des beim Polieren verwendeten Polieröls, da dieses den Glanz der Fläche beeinträchtigt und Schlieren erscheinen lässt.  Zu diesem Auspolieren oder Abpolieren genannten letzten Arbeitsschritt wird traditionell eine Lösung von Benzoeharz in Ethanol verwendet. Diese Benzoetinktur kann das Polieröl aus der Fläche herauslösen und durch die Versiegelung mit einer hauchdünnen Schicht dieses im Vergleich zu Schellack harten Harzes die fertige Schellackpolitur etwas strapazierfähiger machen.

## Rezepte
- Schellackpolitur (2-lb. cut): 60 g Schellack in 250 ml Ethanol auflösen.
- Porenfüller: 100 g Schellack in 100 ml Ethanol auflösen, anschließend mit 75–100 g Bimsmehl vermischen.

## Pflege von schellackpolierten Oberflächen
Die Reinigung sollte nur mit einem trockenen, nicht kratzenden, höchstens nebelfeuchten weichen Tuch stattfinden, damit lassen sich auch kleinere Verschmutzungen leicht entfernen. Eine nasse Reinigung sollte vermieden werden. Eine weitere Pflege ist nicht nötig. Keinesfalls sollten irgendwelche anderen Mittel auf die Politur aufgetragen werden, da fast immer kurzfristig Glanz verleihende Öle, im schlimmsten Fall Silikonöle in die Oberfläche eingebracht werden, die eine Politur ernsthaft schädigen können. Insbesondere Mittel zur Auffrischung von Holzoberflächen wie Renuwell können der Politur schaden.
Eine Aufpolieren genannte schnell zu erledigende Überarbeitung der Politur durch den Möbelpolierer mit dünner Schellackpolitur im Abstand von ein paar Jahren kann solch eine Oberfläche perfekt pflegen, ist aber meist nicht notwendig.
Schellackpolierte Oberflächen sollten keinem direkten Sonnenlicht ausgesetzt werden, da ein Verbleichen des Holzes und eine Versprödung der Oberfläche mit Rissbildung stattfinden kann.